# SJ Ra sorozat
Az SJ Ra sorozat egy svéd  Bo'Bo' tengelyelrendezésű, 15 kV, 16,7 Hz AC áramrendszerű villamosmozdony-sorozat volt. Az SJ üzemeltette, majd 1996-ban selejtezte a sorozatot.
Összesen 10 db készült belőle az ASEA gyárában: 1955-ben 8, 1961-ben 2 darab.